# Smoke + Mirrors Tour
«Smoke + Mirrors Tour» fue la segunda gira mundial de conciertos de la banda estadounidense de rock alternativo Imagine Dragons, en apoyo de su segundo álbum de estudio «Smoke + Mirrors» (2015). La gira tuvo un espectáculo de vista previa en Sídney, Australia, el 17 de marzo de 2015, antes de que la gira comenzara oficialmente en Santiago de Chile, el 12 de abril de 2015; continuó por América, Asia, Oceanía y Europa, hasta culminar el 5 de febrero de 2016 en Ámsterdam, Países Bajos. Para las 200 mejores giras norteamericanas de fin de año de Pollstar de 2015, ocupó el puesto #41 y recaudó $25, 2 millones.

## Antecedentes y desarrollo
En 2012, Imagine Dragons lanzó su álbum de estudio debut «Night Visions», que catapultó a la banda al éxito comercial internacional. Para promocionar el disco, la banda se embarcó en una gira mundial, llamada «Night Visions Tour», que constó de más de 170 shows en todo el mundo. Durante esta gira, la banda había estado trabajando para su segundo álbum.
El 16 de diciembre de 2014, Imagine Dragons anunció que su segundo álbum, «Smoke + Mirrors», sería lanzado el 17 de febrero de 2015 y la gira se anunció poco después.
La gira en arenas en el Reino Unido se anunció el 30 de enero de 2015. El mismo día, el resto de la etapa europea se reveló a través del Facebook oficial de la banda con "más fechas por venir". La etapa norteamericana se anunció una semana después, mientras que los espectáculos en Australia y Nueva Zelanda se confirmaron a mediados de febrero.
El espectáculo que tuvo lugar en Toronto, Ontario el 4 de julio, fue grabado y lanzado como un concierto en DVD, titulado «Smoke + Mirrors Live».

## Repertorio
1. «Shots»
2. «Trouble»
3. «It's Time»
4. «Forever Young» (cover de Alphaville)
5. «Smoke And Mirrors»
6. «Polaroid»
7. «I'm So Sorry»
8. «Thief»
9. «Gold»
10. Medley: «Bleeding Out» / «Warriors»
11. «Demons»
12. «Amsterdam»
13. «Hopeless Opus»
14. «On Top of the World»
15. «Friction»
16. «Release»
17. «I Bet My Life»
18. «Radioactive»

Encore
1. «The Fall»

## Fechas
| Fecha                    | Ciudad           | País            | Recinto                                    | Acto de Apertura                  |
| ------------------------ | ---------------- | --------------- | ------------------------------------------ | --------------------------------- |
| Latinoamérica            |                  |                 |                                            |                                   |
| 12 de abril de 2015      | Santiago         | Chile           | Movistar Arena                             | Banda de TuristasWe Are the Grand |
| 14 de abril de 2015      | Buenos Aires     | Argentina       | Tecnópolis                                 |                                   |
| 16 de abril de 2015      | Río de Janeiro   | Brasil          | Citibank Hall                              |                                   |
| 18 de abril de 2015      | São Paulo        | Brasil          | Arena Anhembi                              |                                   |
| 21 de abril de 2015      | Bogotá           | Colombia        | Parque Metropolitano Simón Bolívar         | The Mills                         |
| 23 de abril de 2015      | San Juan         | Puerto Rico     | Coliseo de Puerto Rico José Miguel Agrelot | Vivanativa                        |
| 25 de abril de 2015      | Monterrey        | México          | Parque Fundidora                           | N/A                               |
| 27 de abril de 2015      | Ciudad de México | México          | Palacio de los Deportes                    | Odiesso                           |
| Europa                   |                  |                 |                                            |                                   |
| 24 de mayo de 2015       | Norwich          | Reino Unido     | Earlham Hall                               | N/A                               |
| Norteamérica             |                  |                 |                                            |                                   |
| 29 de mayo de 2015       | Napa             | Estados Unidos  | Napa Valley Expo                           | N/A                               |
| 3 de junio de 2015       | Portland         | Estados Unidos  | Moda Center                                | Metric Halsey                     |
| 5 de junio de 2015       | Calgary          | Canadá          | Scotiabank Saddledome                      | Metric Halsey                     |
| 6 de junio de 2015       | Edmonton         | Canadá          | Rexall Place                               | Metric Halsey                     |
| 8 de junio de 2015       | Winnipeg         | Canadá          | MTS Centre                                 | Metric Halsey                     |
| 9 de junio de 2015       | Saint Paul       | Estados Unidos  | Xcel Energy Center                         | Metric Halsey                     |
| 10 de junio de 2015      | Omaha            | Estados Unidos  | CenturyLink Center Omaha                   | Metric Halsey                     |
| 12 de junio de 2015      | San Luis         | Estados Unidos  | Scottrade Center                           | Metric Halsey                     |
| 13 de junio de 2015      | Milwaukee        | Estados Unidos  | BMO Harris Bradley Center                  | Metric Halsey                     |
| 15 de junio de 2015      | Rosemont         | Estados Unidos  | Allstate Arena                             | Metric Halsey                     |
| 16 de junio de 2015      | Louisville       | Estados Unidos  | KFC Yum! Center                            | Metric Halsey                     |
| 18 de junio de 2015      | Columbus         | Estados Unidos  | Nationwide Arena                           | Metric Halsey                     |
| 19 de junio de 2015      | Pittsburgh       | Estados Unidos  | Consol Energy Center                       | Metric Halsey                     |
| 22 de junio de 2015      | Cleveland        | Estados Unidos  | Quicken Loans Arena                        | Metric Halsey                     |
| 23 de junio de 2015      | Auburn Hills     | Estados Unidos  | The Palace of Auburn Hills                 | Metric Halsey                     |
| 24 de junio de 2015      | Búfalo           | Estados Unidos  | First Niagara Center                       | Metric Halsey                     |
| 27 de junio de 2015      | Filadelfia       | Estados Unidos  | Wells Fargo Center                         | Metric Halsey                     |
| 29 de junio de 2015      | Newark           | Estados Unidos  | Prudential Center                          | Metric Halsey                     |
| 30 de junio de 2015      | Brooklyn         | Estados Unidos  | Barclays Center                            | Metric Halsey                     |
| 1 de julio de 2015       | Boston           | Estados Unidos  | TD Garden                                  | Metric Halsey                     |
| 3 de julio de 2015       | Montreal         | Canadá          | Bell Centre                                | Metric Halsey                     |
| 4 de julio de 2015       | Toronto          | Canadá          | Air Canada Centre                          | Metric Halsey                     |
| 6 de julio de 2015       | Washington D. C. | Estados Unidos  | Verizon Center                             | Metric Halsey                     |
| 7 de julio de 2015       | Charlotte        | Estados Unidos  | Time Warner Cable Arena                    | Metric Halsey                     |
| 8 de julio de 2015       | Nashville        | Estados Unidos  | Bridgestone Arena                          | Metric Halsey                     |
| 10 de julio de 2015      | Tampa            | Estados Unidos  | Amalie Arena                               | Metric Halsey                     |
| 11 de julio de 2015      | Sunrise          | Estados Unidos  | BB&T Center                                | Metric Halsey                     |
| 13 de julio de 2015      | Memphis          | Estados Unidos  | FedExForum                                 | Metric Halsey                     |
| 14 de julio de 2015      | Atlanta          | Estados Unidos  | Philips Arena                              | Metric Halsey                     |
| 16 de julio de 2015      | Houston          | Estados Unidos  | Toyota Center                              | Metric Halsey                     |
| 17 de julio de 2015      | Dallas           | Estados Unidos  | American Airlines Center                   | Metric Halsey                     |
| 18 de julio de 2015      | Lago Tahoe       | Estados Unidos  | Harveys Outdoor Arena                      | Metric Halsey                     |
| 20 de julio de 2015      | Anaheim          | Estados Unidos  | Honda Center                               | Metric Halsey                     |
| 21 de julio de 2015      | San Diego        | Estados Unidos  | Viejas Arena                               | Metric Halsey                     |
| 24 de julio de 2015      | Inglewood        | Estados Unidos  | The Forum                                  | Metric Halsey                     |
| 25 de julio de 2015      | Phoenix          | Estados Unidos  | Talking Stick Resort Arena                 | Metric Halsey                     |
| 27 de julio de 2015      | Denver           | Estados Unidos  | Pepsi Center                               | Metric Halsey                     |
| 28 de julio de 2015      | Salt Lake City   | Estados Unidos  | EnergySolutions Arena                      | Metric Halsey                     |
| 30 de julio de 2015      | Vancouver        | Canadá          | Rogers Arena                               | Metric Halsey                     |
| 31 de julio de 2015      | Tacoma           | Estados Unidos  | Tacoma Dome                                | Metric Halsey                     |
| 1 de agosto de 2015      | Boise            | Estados Unidos  | Taco Bell Arena                            | Metric Halsey                     |
| Asia                     |                  |                 |                                            |                                   |
| 13 de agosto de 2015     | Seúl             | Corea del Sur   | Arena de Gimnasia Olímpica                 | N/A                               |
| 15 de agosto de 2015     | Osaka            | Japón           | Maishima Sports Island                     | N/A                               |
| 16 de agosto de 2015     | Chiba            | Japón           | Estadio Chiba Marine                       | N/A                               |
| 19 de agosto de 2015     | Shanghái         | China           | Shanghai Indoor Stadium                    | N/A                               |
| 21 de agosto de 2015     | Taipéi           | Taiwán          | Taipei Nangang Exhibition Center           | N/A                               |
| 23 de agosto de 2015     | Hong Kong        | Hong Kong       | AsiaWorld-Arena                            | N/A                               |
| 25 de agosto de 2015     | Singapur         | Singapur        | Estadio Cubierto de Singapur               | N/A                               |
| 27 de agosto de 2015     | Pásay            | Filipinas       | Mall of Asia Arena                         | N/A                               |
| 29 de agosto de 2015     | Bangkok          | Tailandia       | IMPACT Arena                               | N/A                               |
| Oceanía                  |                  |                 |                                            |                                   |
| 2 de septiembre de 2015  | Melbourne        | Australia       | Margaret Court Arena                       | British India                     |
| 4 de septiembre de 2015  | Sídney           | Australia       | Centro de Entretenimiento de Sídney        | British India                     |
| 5 de septiembre de 2015  | Brisbane         | Australia       | Riverstage                                 | British India                     |
| 8 de septiembre de 2015  | Auckland         | Nueva Zelanda   | Vector Arena                               | The Rubens                        |
| 10 de septiembre de 2015 | Christchurch     | Nueva Zelanda   | Horncastle Arena                           | The Rubens                        |
| Norteamérica             |                  |                 |                                            |                                   |
| 19 de septiembre de 2015 | Chicago          | Estados Unidos  | FirstMerit Bank Pavilion                   | N/A                               |
| 26 de septiembre de 2015 | Las Vegas        | Estados Unidos  | Calle Fremont                              | N/A                               |
| Europa                   |                  |                 |                                            |                                   |
| 11 de octubre de 2015    | Oberhausen       | Alemania        | König Pilsener Arena                       | Sunset Sons                       |
| 12 de octubre de 2015    | Mannheim         | Alemania        | SAP Arena                                  | Sunset Sons                       |
| 13 de octubre de 2015    | Múnich           | Alemania        | Olympiahalle                               | Sunset Sons                       |
| 15 de octubre de 2015    | Hamburgo         | Alemania        | Barclaycard Arena                          | Sunset Sons                       |
| 16 de octubre de 2015    | Berlín           | Alemania        | Pabellón Max Schmeling                     | Sunset Sons                       |
| 17 de octubre de 2015    | Stuttgart        | Alemania        | Porsche-Arena                              | Sunset Sons                       |
| 19 de octubre de 2015    | Copenhague       | Dinamarca       | Forum Copenhague                           | Sunset Sons                       |
| 20 de octubre de 2015    | Oslo             | Noruega         | Oslo Spektrum                              | Sunset Sons                       |
| 21 de octubre de 2015    | Estocolmo        | Suecia          | Ericsson Globe                             | Sunset Sons                       |
| 24 de octubre de 2015    | Bruselas         | Bélgica         | Forest National                            | Sunset Sons                       |
| 26 de octubre de 2015    | Lyon             | Francia         | Halle Tony-Garnier                         | Sunset Sons                       |
| 27 de octubre de 2015    | Lille            | Francia         | Zénith de Lille                            | Sunset Sons                       |
| 28 de octubre de 2015    | Estrasburgo      | Francia         | Zénith de Strasbourg                       | Sunset Sons                       |
| 30 de octubre de 2015    | Madrid           | España          | Barclaycard Center                         | Sunset Sons                       |
| 31 de octubre de 2015    | Bilbao           | España          | Bizkaia Arena                              | Sunset Sons                       |
| 2 de noviembre de 2015   | París            | Francia         | Zénith Paris                               | Sunset Sons                       |
| 4 de noviembre de 2015   | Londres          | Reino Unido     | The O2 Arena                               | Sunset Sons                       |
| 5 de noviembre de 2015   | Londres          | Reino Unido     | The O2 Arena                               | Sunset Sons                       |
| 6 de noviembre de 2015   | Nottingham       | Reino Unido     | Capital FM Arena                           | Sunset Sons                       |
| 10 de noviembre de 2015  | Leeds            | Reino Unido     | First Direct Arena                         | Sunset Sons                       |
| 11 de noviembre de 2015  | Cardiff          | Reino Unido     | Motorpoint Arena Cardiff                   | Sunset Sons                       |
| 13 de noviembre de 2015  | Mánchester       | Reino Unido     | Manchester Arena                           | Sunset Sons                       |
| 14 de noviembre de 2015  | Newcastle        | Reino Unido     | Metro Radio Arena                          | Sunset Sons                       |
| 15 de noviembre de 2015  | Glasgow          | Reino Unido     | The SSE Hydro                              | Sunset Sons                       |
| 17 de noviembre de 2015  | Belfast          | Irlanda         | Odyssey Arena                              | Sunset Sons                       |
| 18 de noviembre de 2015  | Dublín           | Irlanda         | 3Arena                                     | Sunset Sons                       |
| 20 de noviembre de 2015  | Birmingham       | Reino Unido     | Barclaycard Arena                          | Sunset Sons                       |
| 23 de noviembre de 2015  | Milán            | Italia          | Mediolanum Forum                           | Sunset Sons                       |
| 24 de noviembre de 2015  | Zúrich           | Suiza           | Hallenstadion                              | Sunset Sons                       |
| 14 de enero de 2016      | Esch-sur-Alzette | Luxemburgo      | Rockhal                                    | Sunset Sons                       |
| 16 de enero de 2016      | Praga            | República Checa | O2 Arena                                   | Sunset Sons                       |
| 18 de enero de 2016      | Viena            | Austria         | Gasómetro                                  | Sunset Sons                       |
| 19 de enero de 2016      | Bratislava       | Eslovaquia      | Aegon Arena                                | Sunset Sons                       |
| 20 de enero de 2016      | Budapest         | Hungría         | Arena Deportiva de Budapest                | Sunset Sons The Biebers           |
| 22 de enero de 2016      | Minsk            | Bielorrusia     | Minsk Arena                                | Sunset Sons                       |
| 24 de enero de 2016      | Moscú            | Rusia           | Olimpiysky                                 | Sunset Sons Pravada               |
| 26 de enero de 2016      | San Petersburgo  | Rusia           | Palacio de Hielo de San Petersburgo        | Sunset Sons Pravada               |
| 27 de enero de 2016      | Helsinki         | Finlandia       | Hartwall Arena                             | Sunset Sons                       |
| 29 de enero de 2016      | Tallin           | Estonia         | Saku Suurhall Arena                        | Sunset Sons                       |
| 30 de enero de 2016      | Riga             | Letonia         | Arena Riga                                 | Sunset Sons                       |
| 31 de enero de 2016      | Vilna            | Lituania        | Siemens Arena                              | GJan                              |
| 2 de febrero de 2016     | Lodz             | Polonia         | Atlas Arena                                | Lemon                             |
| 5 de febrero de 2016     | Ámsterdam        | Países Bajos    | Ziggo Dome                                 | Sunset Sons                       |